# Bobbi Gibb
Roberta Louise "Bobbi" Gibb (Cambridge, 2 november 1942) is een voormalig Amerikaans marathonloopster en in 1966 de eerste vrouw die de marathon van Boston uitliep.

## Biografie

### Vroegere leven
Gibb werd geboren in 1942 en groeide op in de buitenwijken van Boston, Massachusetts, gedurende de jaren 1940 en 1950. Ze studeerde aan het Museum of Fine Arts (Boston) en aan de Tufts University School of Special Studies, waar haar vader professor chemie was. In 1962 ontmoette Gibb de langeafstandsloper William Bingay op Tufts, en ze trouwden op 5 februari 1966 in Californië. Ze liep dagelijks de acht mijl naar school op witte lederen schoenen van Rode Kruis-verpleegkundigen, omdat er op dat moment geen sportschoenen voor vrouwen beschikbaar waren.

### Marathon van Boston
Voor 1966 was de langste afstand van de Amateur Athletic Union (AAU) waarop vrouwelijke lopers werden toegelaten, anderhalve mijl (ongeveer 2,4 kilometer). Tot 1972 was de Boston Marathon alleen opengesteld voor mannelijke amateurlopers, wat betekende dat alle vrouwen die voor 1972 deelnamen niet voldeden aan de AAU-regels. Gibb trainde twee jaar lang voor de marathon, waarbij ze soms tot 64 kilometer per dag liep. Nadat ze in februari 1966 een aanvraag had ingediend voor een startnummer, ontving ze een brief van de wedstrijdorganisator Will Cloney. Deze brief meldde haar dat vrouwen fysiek niet in staat waren om marathonafstanden te lopen en dat volgens de AAU-regels in de amateursport vrouwen niet meer dan anderhalve mijl competitief mochten rennen. Ze besefte dat het nu belangrijker was dan ooit om te rennen, en dat haar deelname een veel grotere maatschappelijke betekenis zou hebben dan alleen haar persoonlijke uitdaging.
Na een reis van drie nachten en vier dagen per bus vanuit San Diego, Californië, arriveerde Gibb op de dag voor de race in haar ouderlijk huis in Winchester, Massachusetts. Op de ochtend van 19 april 1966 bracht haar moeder Gibb naar de start in Hopkinton. Gibb droeg de bermudashorts van haar broer en een blauwe hoodie over een zwart zwempak. Ze verstopte zich in de struiken in de buurt van de startlijn. Nadat het startsein was gegeven, wachtte ze tot ongeveer de helft van de deelnemers voorbij was en mengde zich toen tussen de lopers. De mannen realiseerden zich al snel dat ze een vrouw was en, aangemoedigd door hun vriendelijkheid en ondersteuning, trok ze haar te warme sweatshirt uit. Tot haar vreugde en opluchting moedigde het publiek haar aan en begon de pers te berichten over haar voortgang richting Boston. Tegen de tijd dat Gibb de finish in Boston bereikte, was gouverneur John Volpe van Massachusetts aanwezig om haar de hand te schudden. Ze eindigde in drie uur, eenentwintig minuten en veertig seconden, voor tweederde van de mannelijke lopers. De volgende ochtend was haar prestatie voorpaginanieuws in de Record American, met als kop: "Hub Bride First Gal to Run Marathon."
In 1967 liep Gibb, destijds voltijds studente aan de Universiteit van Californië - San Diego, opnieuw de Boston Marathon. Ze finishte in drie uur, zevenentwintig minuten en zeventien seconden, bijna een uur voor de andere vrouwelijke deelnemer, Kathrine Switzer, die bekendheid verwierf in de media vanwege een incident waarbij een official probeerde haar uit de race te verwijderen vanwege een fout in de organisatie die haar een startnummer had gegeven. Gibb, zonder startnummer, werd niet op dezelfde manier lastiggevallen. In 1968 won Gibb opnieuw en finishte in drie uur en dertig minuten, als eerste van een groeiend aantal vrouwen, waaronder Carol Ann Pancko, Elaine Pederson en Marjorie Fish. In 1969, 1970 en 1971 was Sara Mae Berman de vrouwelijke winnaar, en in 1972 was Nina Kuscsik de eerste officiële winnaar van de Boston Marathon voor vrouwen. Pas dertig jaar na haar eerste overwinning, bij de 100ste Boston Marathon in 1996, werden de vrouwelijke lopers die voor 1972 deelnamen officieel erkend als winnaars en ontvingen ze een medaille.
In 1983 liep Gibb op veertigjarige leeftijd opnieuw de Boston Marathon en deed hetzelfde in 1996 op 53-jarige leeftijd, met een eindtijd van 6:02.24. In 2001 liep Gibb mee in The Run for ALS Team.
In 2016 was Gibb de "grand marshal" van de Boston Marathon, en de vrouwelijke winnaar, Atsede Baysa, overhandigde Gibb haar trofee omdat ze vijftig jaar eerder geen trofee had gekregen. Gibb beloofde Baysa dat ze in 2017 naar Ethiopië zou gaan om haar de trofee terug te geven.

### Opleiding en carrière
Gibb behaalde in 1969 een BS aan de Universiteit van Californië - San Diego. Ze voldeed aan de pre-medische vereisten, met een hoofdvak in filosofie en een bijvak in wiskunde, maar werd geweigerd toegang tot de medische school vanwege haar geslacht. Gibb werkte daarna samen met professor Jerome bij MIT terwijl ze rechten studeerde. In 1974 begon Gibb aan de New England School of Law, waar ze in 1978 haar Juris Doctor (JD) behaalde. Vanaf dat moment werkte ze als advocaat bij de rechtbank van Massachusetts.
Naast haar juridische carrière had Gibb interesse in beeldhouwen en schilderen. Ze creëerde drie bronzen beeldjes van een rennend meisje met een paardenstaart, die als trofeeën werden uitgereikt aan Joan Benoit Samuelson, Julie Brown en Julie Isphording, de top drie marathonloopsters tijdens de eerste Women's Olympics Marathon trials in 1984.
In 1980 publiceerde Gibb een boekje van 28 pagina's getiteld To Boston with Love, en in 2011 bracht ze haar memoires uit onder de titel Wind in the Fire: A Personal Journey, dat verfilmd zal worden. Gibb werd in 1982 opgenomen in de Road Runners Club of America Long Distance Running Hall of Fame en in 2011 in The Sports Museum of New England Hall of Fame.

## Palmares

### Marathon
- 1966:  Boston Marathon - 3:21.40 (allereerste en enige vrouwelijke deelnemer)
- 1967:  Boston Marathon - 3:27.17
- 1968:  Boston Marathon - 3:30.00